# Népdal

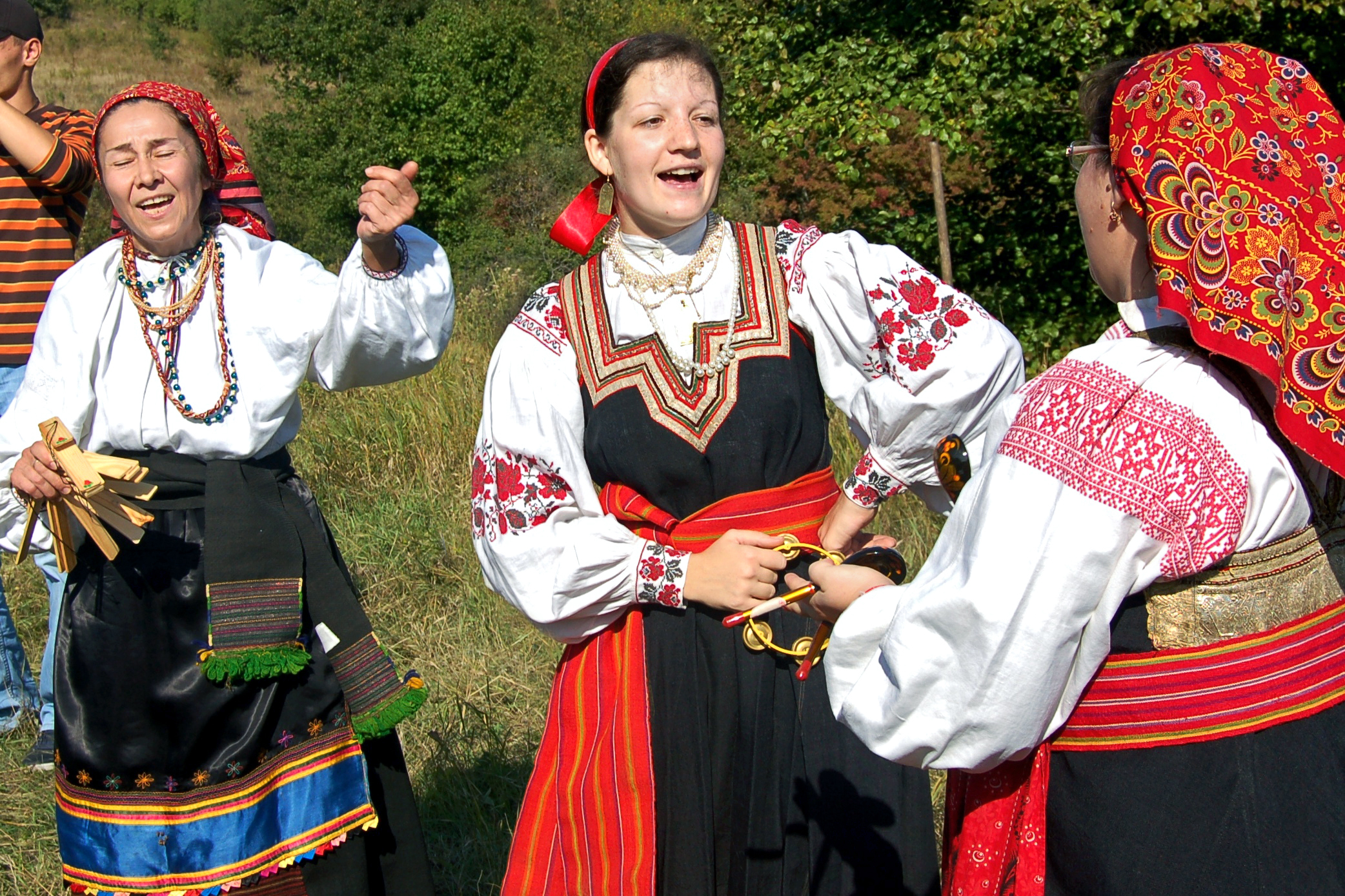
Daloló orosz nők

A népdal tágabb értelemben valamely énekelt dallammal szerves egységet alkotó, strofikus szerkezetű népköltészeti alkotás, szűkebb értelemben lírai folklórműfaj. Szerzője nem ismert, szövege a nép ajkán csiszolódva, formálódva szájhagyomány útján maradt fenn. Meg kell különböztetni a szerzőséghez köthető, gyakran egyéni sajátosságokat hordozó műdal-tól. A magyar népdalszövegek legalapvetőbb motívumai: szél, tűz, csillag, víz, hal, madár, ló, falevél, ág, virág.
A zenetudomány és a népzenekutatás szempontjából valamennyi énekelve előadott alkotás népdalnak minősül, a zenei hangzástól, szólamszerkesztéstől és a szöveg műfaji jellemzőitől függetlenül, így a kategória a deklamált munkadaloktól és a kis hangterjedelmű gyermekmondókáktól a recitatív siratóénekeken és népballadákon keresztül a gyakran többszólamú szokásdalokig számos folklórműfajt magában foglal. Az irodalomelméleti megközelítést alkalmazó szövegfolklorisztika ezzel szemben csupán az európai parasztság körében szájhagyomány útján fennmaradt, a líra műnemén belül a dal műfajába sorolható, jellemzően egy szólamban énekelt szövegeket sorolja a népdalok – Bartók terminológiájával a parasztdalok – kategóriájába.

## Története
Az ókori római kultúrában is megkülönböztették a nép ajkán élő dalokat a konkrét szerzőséghez köthető műdaloktól, de a népdal alkotásgenetikai elkülönítése csak a reneszánsztól vált határozottá. A népdal fogalmát Johann Gottfried Herder alkotta meg 1778–1779-ben megjelent Volkslieder (’Népdalok’) című művével, a kifejezés tükörfordítása innen terjedt el az európai nyelvekben. Az újkorig a népdalok elsősorban az átmeneti rítusokhoz (felnőtté avatás, lakodalom, temetés stb.), a naptári év ünnepeihez (téli és nyári napfordulók, karácsony stb.) kötődő szokásköltészet keretében éltek. Ezek a szövegek formai és poétikai szempontból átmenetet képeztek az énekelt epika és a líra között. A 18. századtól az énekelt folklóralkotások fokozatosan függetlenedtek a népszokásoktól, és szórakoztató célú, könnyed történeteket, lírai érzelmeket (szerelem, hazafiság, honvágy stb.) énekelve előadó alkotásokká váltak. Ezek mellett a személyes lírával rokonítható, de általánosító megfogalmazású népdalok mellett megkülönböztethetjük az életmódhoz, foglalkozáshoz, élethelyzethez stb. kötődő tematikai népdalcsoportokat, így például az arató-, pásztor-, summás-, kubikos-, munkás-, katona-, bányász-, tengerész-, gyermek-, bor- és gúnydalokat. Az európai népdalok tematikai katalogizálására több kísérlet történt a 20. században (a munkában élen járt a freiburgi Deutsches Volksliedarchiv), de a mondákéhoz vagy népmesékéhez hasonló konszenzusos szövegfolklorisztikai osztályozási rendszer a népdalok vonatkozásában mindmáig nem készült el. Az Európán kívüli és európai kultúrkörhöz nem kapcsolható népdalok kutatása, fogalmának folklorisztikai definiálása és a népdalkorpusz osztályozása terén a lemaradás még számottevőbb. Napjaink nagyvárosi kultúrájában a folklorizmus, a népzenei mozgalom keretében virágzó színpadi műfajjá lett, illetve sajátos válfaja a szerzőséghez szintén nem köthető városi dal.
A műfaj történeti rétegeinek meghatározásakor a népdalfogalom definícióit szem előtt tartva szintén két szempontot érvényesíthetünk: a dallam, illetve a szöveg szerinti osztályozást. A legősibb zenei és szövegelemeket a munkadalok, a gyermekdalok és az egyes szokásdalok őrizték meg (pl. siratóének, regölés). A további műfajok tagolása nem ennyire egyértelmű. Az epikolirikus népballadák például régi szövegelemeket őriztek meg, de egyaránt ismertek régi és új típusú dallamvilágot tükröző énekelt változatai, így például a régebbi réteget képviselik a középkorban keletkező legendaballadák, históriás énekek, családi balladák, szemben a recensebb betyárballadákkal, bujdosó- és rabénekekkel. A népdalok régi előadói stílusa mentes a dinamikai árnyalástól, az érzelmi felfokozottságot a dallamcifrázás fejezi ki.